# 하야시 요시히데
하야시 요시히데(일본어: 林義秀, 1891년 8월 25일 ~ 1978년 2월 5일)는 일본 제국의 육군 군인이다. 최종 계급은 육군 중장.

## 생애
1941년 5월 일본 육군사관학교(26기)를 졸업하고, 같은해 12월 소위로 임관했다. 타이완 보병 제1연대장 시절에 중일전쟁에 참가했다. 1941년 10월 육군 소장으로 진급했다. 태평양전쟁에는 제14군 참모부장 겸 군정부장으로서 참가했다. 1945년 3월 육군 중장으로 진급했다. 1946년 8월 전범 혐의로 체포돼 1949년 11월 필리핀 마닐라에서 열린 재판에서 종신형 판결을 받았지만, 1953년 7월에 석방됐다.

## 일본군 위안부 관련
1940년 중국 남부에 파견돼있던 엔다(鹽田)병단 산하 하야시부대를 이끌던 시절에 일본군 위안부 관리자에게 발급한 증명서에 이름이 등장한다.